# التعليم في الإمارات العربية المتحدة
بدأ تطور التعليم في الإمارات العربية المتحدة بصورة فعلية عام 1962، لم يتجاوز عدد المدارس حينها 20 مدرسة، وكان يدرس فيها أقل من 4000 طالباً، معظمهم من الذكور. لم تكن تتوفر البنية التحتية لكثير من الخدمات الاجتماعية الأساسية، مثل المستشفيات والإسكان والمطارات، وكان هنالك نقص كبير في القوى البشرية.

## أولى البعثات التعليمية
وكانت أول بعثة تعليمية خارج الإمارات نحو عام (1910-1911)، حيث تلقت تعليمها على الشيخ عبد العزيز المانع بدولة قطر، الذي تعلمت على يديه أجيال من المتعلمين من شتى مناطق الجوار، وكان ممول هذه البعثة الشيخ علي المحمود من مواطني الشارقة، ومن أفرادها الشيخ محمد بن سعيد بن غباش الذي أكمل دراسته بعد ذلك في الأزهر الشريف بالقاهرة.

## التعليم في الإمارات

### النوع الأول: تعليم الكتاتيب أو المطوع
هذا النوع من التعليم كان سائداً منذ زمن طويل، وقد مارسه عدد كبير من المطوعين والمطوعات. وهم المعلمين القدامى. واعتمد تعليم المطوع على حفظ القرآن الكريم والأحاديث النبوية إلى جانب التدريب على الكتابة والخط والإلمام بأركان الإسلام والوضوء، ويوجد نوع متطور من التعليم في المطوع ظهر نتيجة لاختلاف الدروس التي يؤديها بعض المطوعين وتنوعها في بعض الأحيان نتيجة لتنوع ثقافته وسعة معرفته ودرايته، وهذا بطبيعة الحال أدى إلى ظهور تمايز واضح في الدروس التي يتلقاها الأبناء على يد بعض المعلمين القدامى وقد استمر التعليم في المطوع إلى بداية ظهور التطورية حيث تراجع دوره شيئاَ فشيئاً، واختفى من المجتمع بعد ذلك.

### النوع الثاني: تعليم الحلقات العلمية
هذا النوع مارسه عدد قليل من الفقهاء والعلماء والمطلعين الذين توفرت لديهم معرفة واسعة في أصول العقيدة والفقه والتفسير والنحو والإملاء والتاريخ والدروس الدينية المختلفة. تعقد في زاوية أو ركن في أحد المساجد أو يخصص لها مكان أو موضع معروف في بيت الفقيه نفسه أو في بيت أحد التجار أو الأعيان في البلدة وقد ازدهرت الحلقات ودروس الذكر في الإمارات منذ فترة طويلة لكن أشهر الحلقات تلك التي أدارت علماء من نجد تواجدوا في رأس الخيمة أثناء الحملة البريطانية الأخيرة عليها سنة 1819م وشهدت مدن الإمارات العديد من أروقة العلم التي قام بإحيائها علماء كبار زاروا البلاد آنذاك وجلسوا يعلمون الطلبة النابهين، وظلت الحلقات العلمية ودروس الذكر مصدراً للعلم والفقه وقد تخرج منها الرعيل الأول من رواد الإمارات، ثم تراجعت مع ظهور المدارس التطورية وبداية تطور التعليم ودخول المقررات والدروس الحديثة في المدارس التطورية

### النوع الثالث: تعليم جديد أو شبه نظامي
ظهر خلال الفترة ما بين 1907م إلى 1953م. ففي هذه السنوات أدى تأثر تجار اللؤلؤ الكبار (الطواويش) بحركات الإصلاح واليقظة العربية، ثم فتحوا المدارس التنويرية في المدن واستقدموا العلماء لإدارة تلك المدارس والإشراف على تنظيم الدروس وسير التعليم فيها ومن أشهر المدارس التطورية في الشارقة المدرسة التيمية المحمودية سنة 1907م، والإصلاح سنة 1935م. وفي دبي الأحمدية وقد تأسست سنة 1912م والسالمية سنة 1923م، والسعادة سنة 1925م، ومدرسة الفلاح سنة 1926م. وقد شهد التعليم التطوري في إمارة دبي تطوراً ملحوظاً منذ عام 1936م، ففي هذا العام تأسست دائرة المعارف، وهي أول دائرة للمعارف في الإمارات، وقد ترأسها الشيخ مانع بن راشد آل مكتوم رائد حركة الإصلاح في الثلاثينيات.
وفي أبوظبي تأسست مدرسة آل عتيبة سنة 1930م، وظهرت بعد ذلك عدة مدارس نفس النمط في مدن الإمارات الأخرى، وقد استمر التعليم التطوري حتى أواخر الأربعينات حيث أدت العديد من العوامل إلى توقف تلك المدارس خاصة مع انتشار الكساد التجاري وظهور اللؤلؤ الصناعي وتأثير الحرب العالمية الثانية على التبادلات التجارية في الخليج العربي مما انعكس ذلك بالسلب على تلك المدارس الرائدة التي تخرج منها النخبة المثقفين من رواد الإمارات وكانت مدرسة الإصلاح القاسمية التي تأسست في الشارقة سنة 1935م قد ساعدت من خلال تميز مناهجها في تطور التعليم من النمط شبه النظامي إلى التعليم النظامي. وعلى أنقاض هذه المدرسة ومن خلال تجاربها التعليمية تأسست أول مدرسة نظامية في الإمارات ألا وهي مدرسة القاسمية بالشارقة

### النوع الرابع: التعليم الحديث النظامي
وقد بدأ مع افتتاح مدرسة القاسمية بالشارقة سنة 1953/1954م وهو أول عام دراسي في سلك التعليم النظامي. ظهر في بداية التعليم الحديث أو الحكومي في الإمارات، وكان تعليماً منظماً في مدارس وفصول ومقررات إلى جانب تقويم الطالب ومنحه شهادة دراسية في نهاية العام الدراسي وتطور التعليم النظامي في الإمارات خلال مرحلتين الأولى كانت تعتمد على الحكومات المحلية ودوائر المعارف التي تأسست خلال الستينيات. أما الانطلاقة الكبرى للتعليم فقد حدثت منذ الثاني من ديسمبر عام 1971م وهو اليوم الذي أعلن فيه عن قيام دولة الإمارات، فتأسست الوزارات الاتحادية ومنها وزارة التربية والتعليم والشباب التي تولت مسؤولية الإشراف على التعليم في مراحله المختلفة وانتشرت خلال تلك الفترة لمدارس الحكومية المجهزة بأحدث الأجهزة والوسائل وذات الطراز المعماري الراقي، واستقدمت الدولة البعثات التعليمية من مختلف البلدان العربية لتساهم في تطور التعليم الحديث وهكذا شهدت دولة الإمارات خلال تلك الفترة قفزة كبيرة في مجال التعليم أدى إلى زيادة نسبة المتعلمين من بين أفراد الشعب والقضاء على الأمية، ثم حدث تطور كبير في مجالات وأنواع التعليم ومراحله.

## إحصاءات تطوير التعليم
وفقا لتقرير أعدته الإدارة العامة للتخطيط التربوي بوزارة التربية الإماراتية عام 1983 يبين التطور السريع في مجال التعليم بالإمارات منذ بدايته في أوائل الخمسينات؛ فقد بلغ عدد المدارس بالدولة 347 وعدد الفصول 5223، وبلغ عدد الطلبة المقيدين 139796 في جميع مراحل التعليم، منهم 73358 طالبا و66438 طالبة. كما بلغ عدد رياض الأطفال 2135 في العام الدراسي 73 /74 ووصل العدد إلى 10791 في الدولة بالعام الدراسي 82 /83.

## تطوير التعليم
عند اكتشاف النفط وبداية التطور، أولت الدولة اهتماماً كبيراً للتعليم، واعتبر الشيخ زايد بن سلطان آل نهيان، التعليم من أولويات التنمية، إذ قال: إن الشباب هم ثروة الأمم الحقيقية. لم يبخل على جميع المشاريع التي أخذت تنهض بالتعليم تدريجيا، لينشأ جيل مؤهل قادر على العطاء وخدمة الوطن.
فعند قيام الاتحاد عام 1971، لم تكن الخدمات التعليمية قد وصلت لكثير من القرى والحواضر، ولم يكن عدد الطلاب في الدولة يتجاوز الـ 28 ألف طالب، وكان على من يرغب في إتمام تعليمه بعد الدراسة الثانوية ابتعث إلى الخارج سواء إلى إحدى الدول الأجنبية أو العربية للحصول على الشهادات العليا على حساب الدولة. في الوقت نفسه عملت القيادة على إيجاد البنية التحتية.
ولقد تم تأسيس الهيئات الرسمية، التي تشرف على التعليم، في العام 1970. كان حينها يشتمل على أربع مراحل تعليمية، هي:
| - الروضة 4-5 سنوات - الابتدائية 6-11 سنة - المتوسطة 12-14 - الثانوية 15-17 سنة. |

مبنى وزارة التربية والتعليم

بدأ تطوير التعليم وتوفير جميع احتياجاته، ليشمل الإناث والذكور الذين يتلقون تعليمهم في المدارس الحكومية مجاناً، ليظهر فيما بعد التعليم الخاص متمماً لجهود القطاع العام، وموفراً التعليم لأكثر من 40% من الطلاب الذين يدرسون في دولة الإمارات. كما يقوم التعليم الخاص بتعليم اللغات الأجنبية الإضافية لكثير من المواطنين وأبناء الجاليات المختلفة، بالإضافة إلى اعتماده مناهج متنوعة لبعض المواد، مثل العلوم والرياضيات وغيرهما.
وظل التعليم الهاجس الأكبر للدولة، فقامت بتبني خطة مستقبلية لتطوير التعليم في السنوات العشرين المقبلة، واضعة نصب أعينها تحقيق أهدافها لتصل بالتعليم إلى مستويات معيارية تتماشى مع معطيات التكنولوجيا والعلوم. وتركز هذه الخطة على تعليم تكنولوجيا المعلومات ومحو الأمية في هذا المجال. وللحفاظ على قيم المجتمع ومبادئه، ولضمان تعزيزها لدى الأجيال الناشئ.

## توطين التعليم
تعمل هذه الخطة على توطين التعليم، لتصل نسبة المواطنين العاملين في سلك التربية والتعليم إلى 90% بحلول العام 2020. واليوم تنتشر المدارس في كل قرية، وكل طالب وطالبة ينال حظه من التعليم والرعاية التربوية من دون تمييز. وهذا بسبب أن دولة الإمارات لن تكون من أفضل الدول إذا تفرد أبناؤها في عمل واحد.

## المرأة والتعليم
لقد استفادت المرأة الإماراتية استفادة كبيرة من الفرص التعليمية المتعددة التي وفرتها لها الدولة، وقد أظهرت المرأة الإماراتية قدرة على تحمل المسؤولية، ونتائج الثانوية العامة لثلاث سنواتٍ متتالية (1996-1999) دليل على تفوق الطالبات إذ أن أكثر الحاصلين على ترتيب أفضل ونسبة نجاح أكبر كن طالبات الإمارات. والنتيجة الآن استطاعت المرأة الإماراتية من تسلم عدة مناصب قيادية في الدولة على مختلف المستويات. وهي تعمل مع الرجل في جميع المؤسسات الحكومية والخاصة وقد أثبتت حضورا مهما وأداء جيدا لا يختلف عن ما يقدمه الرجال.
كما يلاحظ الآن توزع خريجات جامعة العين وكليات التقنية على جميع الدوائر والشركات، قائمات بأعمال مختلفة في اختصاصات مثل الهندسة والعلوم التطبيقية والإعلام والاتصالات وتكنولوجيا المعلومات.

## برنامج محمد بن راشد للتعلم الذكي
أطلق الشيخ محمد بن راشد آل مكتوم مبادرة محمد بن راشد للتعلم الذكي
التي تشمل جميع مدارس الدولة، والتي وتهدف لخلق بيئة تعليمية جديدة في المدارس تضم صفوفاً ذكية في جميع المدارس وتوزيع أجهزة لوحية لجميع الطلاب وتزويد جميع مدارس الدولة بشبكات الجيل الرابع فائقة السرعة، إضافة لبرامج تدريبية متخصصة للمعلمين ومناهج علمية جديدة مساندة للمنهاج الأصلي.
وينفذ المشروع بالتعاون بين وزارة التربية والتعليم والهيئة العامة لتنظيم قطاع الاتصالات بالدولة بمتابعة مباشرة من مكتب رئاسة مجلس الوزراء، ويحقق المشروع هدف الخروج بالمناهج والمواد التعليمية، من الأطر التقليدية والصور النمطية المألوفة للكتب المدرسية، إلى المناهج الإلكترونية، والمحتوى العلمي التقني، الذي يتيح للطلبة فرص التعلم المستمر، والتعليم الجماعي والتواصل مع المعلمين، والوصول إلى البرامج الإدارية ومعلومات الطالب وبياناته، من خلال عالم الحوسبة السحابية، وباقة التطبيقات الذكية المتكاملة، ويوفر المشروع شبكات تواصل عالية المستوى، تتسم في مضمونها بالمرونة، وفي أدواتها بالدقة والسرعة، معتمدة في ذلك على وسائل التكنولوجيا الحديثة التي تتيح فرص الحوار البناء والتعاون المثمر بين جميع الأطراف الرئيسة للعملية (إداريون، معلمون، طلبة، أولياء الأمور) من جهة، ومن جهة ثانية تعزز شراكة المدرسة بالمجتمع المحلي المحيط بها (مؤسسات وأفراد).

## تكنولوجيا المعلومات
ولقد أصبح تعليم تكنولوجيا المعلومات يتصدر أولويات الأهداف التعليمية في دبي بخاصة، والإمارات العربية عامة، حيث أطلق الشيخ محمد بن راشد آل مكتوم، نائب رئيس الدولة رئيس مجلس الوزراء حاكم دبي، مشروعه الخاص بتعليم تكنولوجيا المعلومات في مدارس دبي في مارس 2000، وكانت مدرسة محمد بن راشد آل مكتوم الثانوية هي أول مدرسة في دولة الإمارات تطبق مشروع سموه، وعمم بعدها على مدارس أبوظبي ضمن خطة شاملة تهدف إلى نشره في جميع مدارس الدولة.

### من أهدافه
من بين الأهداف، التي وضعها الشيخ محمد بن راشد آل مكتوم نصب عينيه، تخريج جيل، من أبناء دولة الإمارات العربية المتحدة، قادر على خدمة وطنه وتلبية احتياجاته، جيل طموح يرتقي بالبلاد وترتقي معه، إضافة إلى تأمين أفضل أدوات التعليم الإلكتروني وتجهيز المدارس بمختبرات حديثة وتحديث المناهج لتتلاءم مع متطلبات العصر. وينهض المشروع بتوفير تدريب لجميع الطلبة عبر الإنترنت، مزود بكل المصادر التعليمية اللازمة من خلال البوابة الخاصة بالمشروع.وقام أيضا الشيخ حمدان بن محمد بن راشد ال مكتوم بتعزيز تكنولوجيا المعلومات ليفتتح أول جامعة إلكترونية في دبي على مستوى المنطقة واثبتت فعاليتهاوحصلت على الكثير من الجوائز العالمية

## الأنشطة الشبابية
لقد رافق التعليم اهتمام خاص بأنشطة شبابية كثيرة، تتضمن كل الفعاليات الموازية للتعليم المنهجي، إذ تم اعتماد هيئات خاصة تتولى إدارة النوادي الثقافية والفنون ونوادي العلوم والكشافة، وتحرص على تنظيم الفعاليات الاجتماعية وإقامة المخيمات، التي تدرس القرآن الكريم وتهتم بتنمية الحس الاجتماعي والثقافي لدى الشباب.

## تعليم الكبار
اهتمت الدولة بتثقيفهم وإعادة تأهيلهم، لكي يستطيعوا مواكبة التطور ومواجهة التحديات المحيطة بهم. أعتمدت الدولة برنامج شامل لمحو الامية بالتعاون مع جمعية اتحاد المرأة.

## مقاييس النجاح
يمكن القول إن الجهود ما زالت مستمرة وهناك إصرار على النجاح، ويمكن رصد نتائج التجربة بمقارنة بسيطة، إذ نجد أن نسبة المتعلمين من الرجال في عام 1975 وصلت إلى 54.2% مقابل 30.3% للنساء، لكنها تغيرت في عام 1998، وأصبحت 73.4% للرجال و77.1% للنساء.

## ذوي الاحتياجات الخاصة
تنص المادة 12من  القانون الاتحادي رقم 29 لسنة 2006:
"تكفل الدولة لصاحب الاحتياجات الخاصة فرصاً متكافئة في التعليم في كافة المؤسسات التربوية والتعليمية، والتدريب المهني، وتعليم الكبار والتعليم المستمر، سواءً ضمن الصفوف النظامية، أو الصفوف الخاصة مع توفير المنهج الدراسي بلغة الإشارة، أو طريقة برايل، أو بأي وسائل أخرى حسب الاقتضاء".
من أهم الخدمات التي  تقدمها المدارس للطلبة أصحاب الهمم:
- تهيئة البيئة المدرسية بمايلزم
- تهيئة البيئة الصفية لجميع فئات الإعاقة مع توفير الأدوات والتقنيات المناسبة لهم
- توفير كوادر بشرية متخصصة
- تقييم وتشخيص الطلبة أصحاب الهمم من قبل فريق متعدد التخصصات.
- تقديم خدمات مساندة وجلسات علاجية وتأهيلية فردية وجماعية للطلبة أصحاب الهمم
- توفير جلسات استشارية وتوعية وإرشاد لأولياء أمور الطلبة أصحاب الهمم.
- تأمين الأجهزة والتقنيات المساعدة للطلبة أصحاب الهمم حسب فئات الإعاقة بشكل سنوي.
- إقامة دورات للكوادر البشرية العاملة مع الطلبة أصحاب الهمم
- المشاركة في كافة أنشطة الوزارة كالجوائز والمسابقات

كما أنشئت دائرة خاصة، تابعة لوزارة التربية والتعليم تهتم بتطوير تعليم الأطفال من ذوي الاحتياجات الخاصة وتأهيلهم لاحتلال مواقع إيجابية منتجة في المجتمع. وبدأت هذه الدائرة بتحقيق إنجازات منها مثلاً:
- مزرعة تدار بالكامل من قبل مجموعة من المعاقين جسدياً مركز زايد الزراعي للمعاقين، وهو من المشاريع الناجحة. وقد حظي هذا المشروع باهتمام وثناء دوليين.

## الجامعات الخاصة
افتتح في الإمارات عدد من المؤسسات التعليمية الخاصة على مختلف المستويات التعليمية ابتداء من حضانة الأطفال حتى منح شهادات التعليم العالي على مستوى الماجستير. ومنذ الخطوة الأولى في مسيرة تطوير البلاد، أولت الإمارات العربية المتحدة اهتماماً كبيراً للشباب ولدورهم في صناعة المستقبل، وما زالت مستمرة في بذل أقصى ما بوسعها لتطوير التعليم، ولتوفير بنية تحتية شاملة، للاستفادة من مواطنيها في التنمية الاقتصادية، وتعزيز مكانة البلاد الحضارية.

## خطة إستراتيجية جديدة
في ضوء إستراتيجية الدولة الجديدة وضعت وزارة التربية والتعليم جزئيتها في الاستراتيجة العامة.

## مدارس الغد
في إطار مواكبة إستراتيجية الحكومة الاتحادية، حرصت وزارة التربية والتعليم بالتعاون مع وزارة التعليم العالي والبحث العلمي على تنفيذ برنامج مشترك للتخلص من برامج التقوية التي تطرحها الكليات والجامعات، بحيث يكون الطالب عند تخرجه من الثانوية العامة قادراً على مواصلة التعليم العالي في الكليات والجامعات دونما حاجة إلى هذه البرامج. وقد تم تشكيل فرق عمل تضم أعضاء من وزارة التربية والتعليم وجامعة الإمارات وجامعة زايد وكليات التقنية العليا، وجاري حالياً العمل على إعداد خطط لتطوير كافة جوانب العمل في المدارس وتطبيقها بدءً من العام الدراسي القادم 2007 / 2008م.

## جائزة خليفة التربوية
هي جائزة تربوية أسسها خليفة بن زايد آل نهيان ، رئيس دولة الإمارات العربية المتحدة وحاكم أبوظبي في عام 2007 .  وتهدف إلى تعزيز القطاع التعليمي داخل الإمارات وفي جميع أنحاء العالم ، حيث تكرم جهود العاملين في المؤسسات التعليمية لمساهماتهم في مختلف مجالات التعليم كالتعليم العام وتعليم أصحاب الهمم والتعليم العالي.

## الاستدامة في التعليم
أطلقت  وزارة التربية والتعليم  خارطة طريق شراكة «التعليم الأخضر»وترتكز خارطة الطريق على 4 محاور أساسية وهي التعليم الأخضر، والمدارس الخضراء، والمجتمعات الخضراء، وبناء القدرات الخضراء.

## التعليم التقني

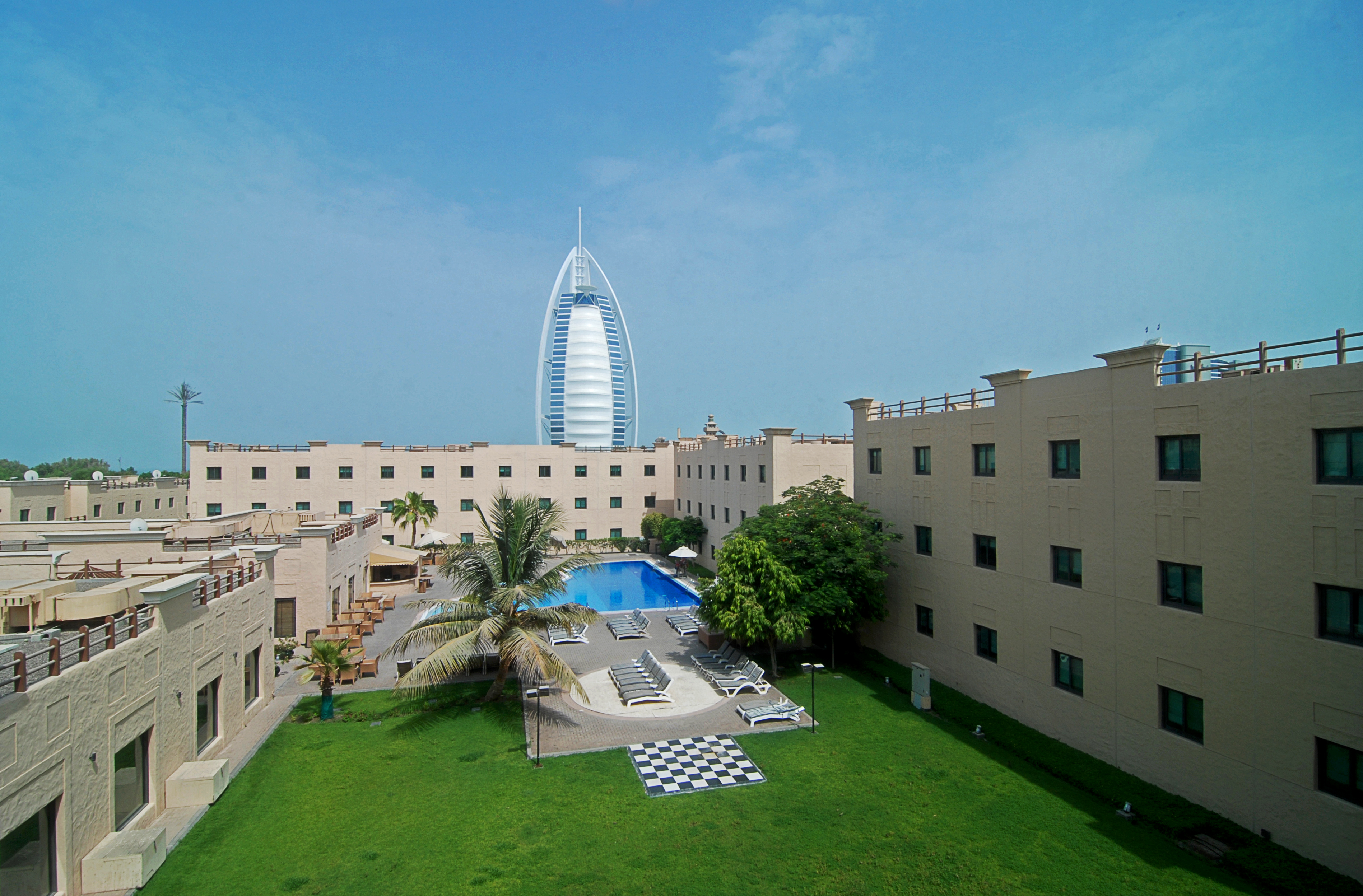
أكاديمية الإمارات لإدارة الضيافة

يعتبر المركز الوطني للمؤهلات هو الجهة المسؤولة عن قطاع التعليم والتدريب التقني والمهني في دولة الإمارات،وقد افتتحت دولة الإمارات عدة مؤسسات ومعاهد متخصصة في مجال التعليم التقني والمهني من أبرزها:
- كليات التقنية العليا (HCT)
- المعهد الوطني للتعليم المهني (NIVE)
- أكاديمية أدنوك الفنية
- المعهد البترولي
- كلية محمد بن راشد للإدارة الحكومية (DSG)
- كلية الإمارات للطيران
- أكاديمية الإمارات لإدارة الضيافة
- أكاديمية اتصالات.

## التعليم العالي
يشهد التعليم العالي في دولة الإمارات العربية المتحدة جهوداً لتطويره وتحديثه كماً وكيفاً، من خلال التوسع في إنشاء مؤسسات التعليم العالي الحكومية والخاصة عالية الجودة، مع التحسين الكيفي لأداء المؤسسات القائمة ورفع كفاءة مكوناتها. وقد بدأ التعليم العالي في دولة الإمارات العربية المتحدة بافتتاح الجامعة الأم جامعة الإمارات العربية المتحدة في عام 1976، ثم جاء افتتاح كليات التقنية العليا في عام 1988م، والتي بلغ عدد فروعها حتى هذا العام 17 فرعاً على مستوى الدولة، وجاء افتتاح جامعة زايد في عام 1998 بفرعيها في أبوظبي ودبي، وقد تنامت التخصصات المطروحة في هذه المؤسسات بما يلبي احتياجات سوق العمل، كما حصلت هذه المؤسسات على الاعتماد الأكاديمي الدولي لمختلف تخصصاتها.
ويتم حاليا تخصيص 21% من ميزانية الحكومة الاتحادية لقطاع التعليم العام، والجامعي، والعالي، من خلال برنامج تحسين مستويات تعلم الطلبة، وبرامج التميز والتفوق الأكاديمي والبحثي فيها، بالإضافة إلى برامج لتأهيل خريجين قياديين في تخصصاتهم ومؤهلين لتلبية حاجات سوق العمل. كما ترسل وزارة التعليم العالي المتميزين علميا لمتابعة دراستهم الجامعية خارج الدولة، لاسيما في المملكة المتحدة والولايات المتحدة الأميركية وكندا وأستراليا.
كما بدأت الدولة تهتم بدعم البحث العلمي في مؤسسات التعليم العالي الحكومية، وخصوصاً جامعة الإمارات التي تعتبر الجامعة البحثية الأولى في الدولة. وكذلك أنشأت الوزارة في عام 2008 الهيئة الوطنية للبحث العلمي.
وفي المجال العلمي، حققت الإمارات، بعض الإنجازات في قطاع الفضاء خلال السنوات الماضية، من خلال إنشاء وكالة الفضاء الإماراتية في 2014، بالإضافة إلى بدء الإعداد لإطلاق أول مسبار عربي وإسلامي إلى كوكب المريخ، بقيادة فريق عمل إماراتي.
وفي مجال الذكاء الإصطناعي، قامت الإمارات بإنشاء جامعة محمد بن زايد للذكاء الاصطناعي كجزء من إستراتيجية الإمارات العربية المتحدة للذكاء الاصطناعي 2031، كما وتعتبر أول جامعة متخصصة بالذكاء الاصطناعي في العالم